# Kärrull
Kärrull, Eriophorum gracile, är en växtart i växtfamiljen halvgräs.